# Verwaltungsgemeinschaft Apfelstädtaue

La communauté d'administration Apfelstädtaue.

La communauté d'administration Apfelstädtaue (Verwaltungsgemeinschaft Apfelstädtaue), formée en 1992, réunit cinq communes de l'arrondissement de Gotha en Thuringe. Elle a son siège dans la commune de Georgenthal.
La communauté regroupe 5 184 habitants en 2010 pour une superficie de 64,92 km2 (densité : 96 habitants/km2).
Elle est située dans le sud de l'arrondissement, à la limite avec l'arrondissement de Schmalkalden-Meiningen, entre la ville de Gotha au nord, la vallée de l'Apfelstädt, la forêt de Thuringe et le Rennsteig au sud.
Communes (population en 2010) : 
- Georgenthal (2 573) ;
- Emleben (762) ;
- Herrenhof (784) ;
- Hohenkirchen (729) ;
- Petriroda (339).

## Démographie
| 1995  | 2000  | 2005  | 2010  |
| ----- | ----- | ----- | ----- |
| 5 611 | 6 152 | 5 446 | 5 184 |